# Condado de Nelson (Virgínia)
O Condado de Nelson é um dos 95 condados do estado americano de Virgínia. A sede do condado é Lovingston, e sua maior cidade é Lovingston. O condado possui uma área de 1 228 km² (dos quais 5 km² estão cobertos por água), uma população de 14 445 habitantes, e uma densidade populacional de 12 hab/km² (segundo o censo nacional de 2000). O condado foi fundado em 1807.